# ریچارد هندرسون
ریچارد هندرسون (انگلیسی: Richard Henderson؛ زادهٔ ۱۹ ژوئیهٔ ۱۹۴۵) دانشمند در زمینه زیست‌شناسی مولکولی اهل بریتانیا و برنده جایزه نوبل شیمی در سال ۲۰۱۷ است.
وی همچنین برندهٔ جوایزی همچون همکار انجمن سلطنتی و مدال کاپلی شده‌است.